# Tsewang Paljor
Tsewang Paljor (tibétain : ཚེ་དབང་དཔལ་འབྱོར ; Wylie : tshe dbang dpal 'byor) est un alpiniste indien, né le 28 avril 1968 et mort sur la voie d'accès Nord-Est de l'Everest, le 11 mai 1996 à l'âge de 28 ans. Il est supposé qu'un corps se trouvant à 8 500 m d'altitude et connu sous le nom de Green Boots (« chaussures vertes »), surnom dû à ses chaussures d'alpinisme vertes de marque Koflach, serait le sien. Il est mort le jour où il aurait atteint le sommet avec deux autres personnes, dans une tempête. Ce jour-là, huit personnes sont mortes sur l'Everest. Son corps présumé étant sur une voie d'accès parmi les plus empruntées, ce surnom est devenu populaire parmi ceux qui font l'ascension de l'Everest.

## Biographie
Tsewang Paljor est né à Leh au Ladakh, alors dans l'État du Jammu-et-Cachemire. Il rejoint la police de frontière indo-tibétaine comme agent en 1986. Il fait partie de la première équipe indienne ayant tenté l'ascension du pic par la voie Nord-Est.

## L’expédition de la police de frontière indo-tibétaine en 1996

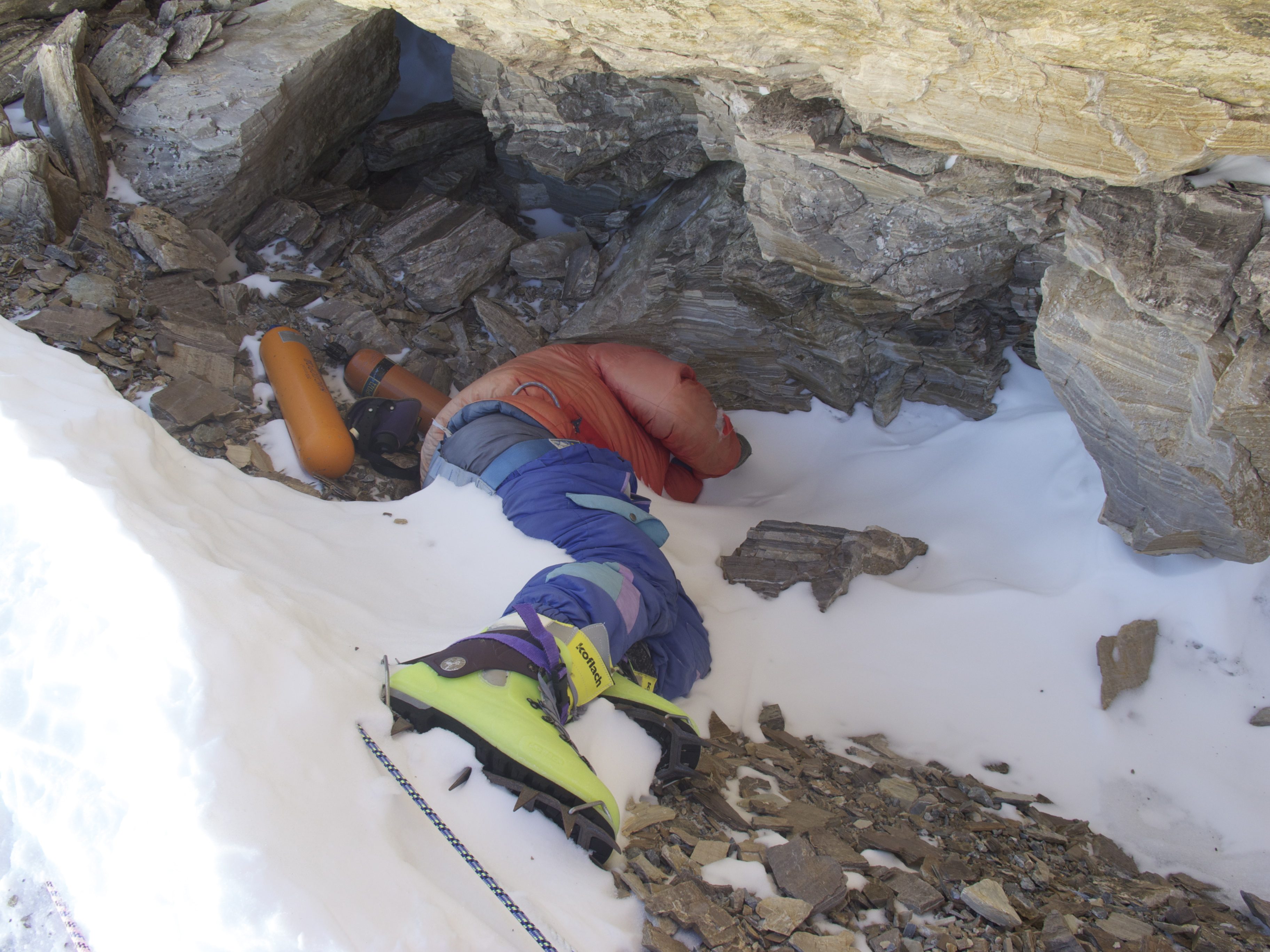
Photographie prise en 2010 du corps aux bottes vertes surnommé « Green Boots ».

Durant l'année 1996, huit alpinistes sont tués pendant une tempête, les 10 et 11 mai, sur l'Everest. À travers le livre de Jon Krakauer, Tragédie à l'Everest dont deux films ont été tirés, ou à travers le livre d'Anatoli Boukreev, The Climb, les histoires de Rob Hall, de Scott Fischer, de Yasuko Namba, de Doug Hansen et de Andy Harris sont connues. Les trois autres décès concernent l'expédition de la police de frontière indo-tibétaine à qui est attribuée la première ascension de l'Everest par la voie Nord-Est.
Le 10 mai 1996, Subedar Tsewang Samanla (qui a le grade de Lance Naik de l'armée indienne), Dorje Morup, le commissaire (Head Constable) Tsewang Paljor et trois autres membres de l'expédition sont pris dans le blizzard près du sommet. Trois membres de l'équipe font demi-tour mais Samanla, Paljor et Morup décident d'aller au sommet. À 18 heures, heure de Pékin, 3:45 heure du Népal, les trois alpinistes signalent par radio au chef de l'expédition qu'ils sont arrivés au sommet.
Une controverse existe pour savoir si les trois alpinistes ont atteint le sommet ou pas. Jon Krauker déclare que les alpinistes étaient à 28 550 pieds soit 8 700 mètres, 150 mètres en dessous du sommet. Il se base sur l'interview des alpinistes de l'expédition japonaise. À cause de la mauvaise visibilité et des nuages épais, les alpinistes ont cru avoir atteint le sommet. Ils ont laissé des drapeaux de prière, des katas et des pitons. Le chef, Samanla, décide de passer un peu plus de temps pour des cérémonies religieuses et demande aux deux autres de redescendre. Il n'y a pas eu de contact radio après. Aucun des trois n'atteint le camp à 8 320 mètres.